# Злотников, Роман Валерьевич
Роман Валерьевич Злотников (род. 13 мая 1963, г. Саров) — российский писатель, пишущий в жанре научной фантастики и фэнтези. Имеет звание полковника милиции. 

## Биография
Родился 13 мая 1963 года в Арзамасе-16 (ныне г. Саров). Вырос в Обнинске, окончил школу № 4. В то же время школу № 4 окончил будущий поэт и автор-исполнитель Михаил Щербаков.
В 1984 окончил Саратовское высшее военное командное училище войск МВД СССР, служил в войсках МВД. В 1986 году женился. В 1987 родилась дочь Ольга. В 1992 в связи с сокращением штатов, в звании капитана, перевёлся в Обнинский филиал ВИПК работников МВД РФ, где преподавал стрельбу (огневая подготовка и тактика огневого контакта) и психологию (психология толпы, психология конфликта и т. д.) до 2004 года. Имеет опубликованные научные работы, участвовал в научных конференциях. В 1993 году родился сын Иван.
С 1998 года пишет фантастические книги, дебютировав космической оперой «Шпаги над звёздами». Прославился как мастер фантастического боевика. К 2013 году книги Злотникова изданы суммарным тиражом около 10 миллионов экземпляров. Большая часть книг издана издательством «Армада» («Альфа-книга»). Некоторые книги издавались в издательствах «Олма», «Лениздат», «Эксмо», «Азбука», «Рипол-классик». С 2010 активно сотрудничает с издательством «АСТ».
Среди прочего занимался разработкой концепций и текстового наполнения веб-сайтов, разработкой рекламных материалов.

## Награды и премии
Автор удостоен ряда российский наград за свои произведения.
- Премия «За вклад в развитие отечественной фантастики»

| Год  | Премия                                                | Место   | Ист. |
| ---- | ----------------------------------------------------- | ------- | ---- |
| 2018 | Интерпресскон, Премия «Одиссей»                       | Лауреат |      |
| 2016 | Басткон, Премия «Хронограф»                           | Лауреат |      |
| 2015 | Роскон, Роман, «Серебряный РОСКОН»                    | 2 место |      |
| 2013 | Аэлита, Премия «Аэлита»                               | Лауреат |      |
| 2011 | Басткон, Премия «Иван Калита»                         | Лауреат |      |
| 2011 | Басткон, Премия «Два сердца»                          | Лауреат |      |
| 2011 | РосКон, Приз «Фантаст года»                           | Лауреат |      |
| 2009 | Серебряная стрела, Премия «„Реальное“ будущее»        | Лауреат |      |
| 2008 | Серебряная стрела, Премия «Со-творение»               | Лауреат |      |
| 2008 | Аэлита, Орден «Рыцарь фантастики» имени И. Халымбаджи | Лауреат |      |
| 2007 | Лунная радуга, Премия «в области литературы»          | Лауреат |      |
| 2007 | Басткон, Премия «Меч Бастиона»                        | Лауреат |      |
| 2006 | Странник, Премия «Магическая фэнтези»                 | Лауреат |      |
| 2005 | Басткон, Премия «Чаша Бастиона»                       | 3 место |      |
| 2003 | Басткон, Премия «Чаша Бастиона»                       | 2 место |      |

Электронная буква
Премия учреждена в 2010 компанией ЛитРес за электронные издания. Присуждается по результатам продаж книг на ЛитРесе.
2010 — Звание «Самый популярный автор Рунета».
2010 — Премия «Бестселлер года» за книгу «Маневры неудачников» (2010, соавтор — С. Мусаниф).
2010 — Премия «Самая популярная фантастическая книга» за книгу «Маневры неудачников» (2010, соавтор — С. Мусаниф).